# Lia Fáil

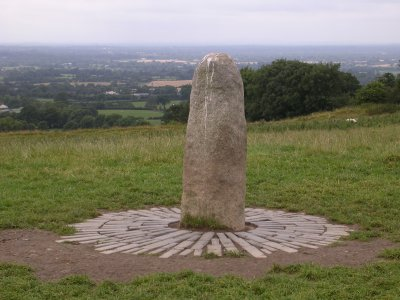
La Lia Fáil o Piedra del Destino de Tara.

La Piedra de Tara o Lia Fáil (que en irlandés significa Piedra del Destino) es un menhir situado en la Colina de Tara, en el condado de Meath, en Irlanda, que sirvió como piedra de coronación para los Grandes Reyes de Irlanda hasta Muirchertach mac Muiredaig, hacia el año 500 d. C.

## Origen mitológico
Según la mitología celta, la Lia Fáil fue traída a Irlanda en la antigüedad por la raza divina de los Tuatha Dé Danann dioses de los celtas irlandeses, que viajaron a través de Escocia desde las "Islas Nórdicas" (que según Geoffrey Keating se refiere a Noruega aunque más probablemente se refiera a las Órcadas), donde aprendieron habilidades mágicas en las ciudades de Fáilias, Gorias, Murias y Finias, llevando consigo un gran tesoro de cada ciudad: los legendarios Cuatro tesoros de Irlanda. La Lia Fáil es de hecho uno de estos tesoros, el originario de Fáilias, de donde nace su nombre. Posteriormente, la piedra fue denominada "Piedra del Destino" (en latín, Saxum fatale).

## Poderes mitológicos
También de acuerdo con la mitología, la Piedra de Tara tiene poderes paranormales: la leyenda dice que cuando el legítimo Gran Rey de Irlanda pone su pie sobre ella, la piedra ruge satisfecha. También se dice que la piedra tiene el poder de rejuvenecer al rey y otorgarle un mandato prolongado. El Ciclo de Ulster cuenta que el héroe Cúchulainn la partió en dos con su espada cuando la piedra no rugió bajo el pie de su protegido, Lugaid Riab nDerg, y desde entonces solo rugió ante Conn Cétchathach y Brian Boru.

## Inis Fáil
A partir del nombre de esta piedra los Dé Danann denominaron metonímicamente a Irlanda Inis Fáil (en gaélico irlandés inis significa "isla"), por lo que Fáil se convirtió en un segundo nombre para Irlanda. De ahí que Lia Fáil también pueda traducirse como Piedra de Irlanda, y que Inisfail aparezca como sinónimo de Erin en la poesía romántica y nacionalista irlandesa del siglo XIX y comienzos del XX.
La expresión Fianna Fáil ("guerreros de Irlanda", también traducida como "guerreros del destino") también aparece como denominación de los Voluntarios Irlandeses, en el primer verso del himno de Irlanda, y en el nombre del partido político Fianna Fáil, al que pertenece el actual Taoiseach, Brian Cowen.

## Vandalismo
El menhir ha sido vandalizado en dos ocasiones. La primera de ellas en junio de 2012 cuando fue golpeada con un martillo en once lugares diferentes, lo que arrancó algunos fragmentos de la piedra que no fueron recuperados. El segundo vandalismo fue descubierto el 29 de mayo de 2014, en el cual la roca fue cubierta de pintura negra en casi un tercio de su superficie.